# Parapachymorpha
A Parapachymorpha a rovarok (Insecta) osztályának a botsáskák (Phasmatodea) rendjéhez, ezen belül a valódi botsáskák (Phasmatidae) családjához és a Clitumninae alcsaládjához tartozó nem.

## Rendszerezés
A nembe az alábbi fajok tartoznak:
- Parapachymorpha commelina
- Parapachymorpha nigra
- Parapachymorpha spiniger
- Parapachymorpha spinosa
- Parapachymorpha tetracantha
- Parapachymorpha zomproi